# Ratpenat frugívor franjat
El ratpenat frugívor franjat (Artibeus fimbriatus) és una espècie de ratpenat de la família dels fil·lostòmids. Viu a l'Argentina, el sud del Brasil i el Paraguai. S'alimenta de fruita. Habita els boscos. La desforestació és una amenaça per a la supervivència d'aquesta espècie en parts de la seva distribució. El seu nom específic, fimbriatus, significa ‘franjat’ en llatí.